# مجلة الصحة العامة
مجلة الصحة العامة، هي مجلة فصليه للصحة العامة تخضع لمراجعة مجلة الصحة العامة. تم تأسيسها في الأصل عام 1892 باعتبارها مجلة طب الدولة من قبل المعهد الملكي للصحة العامة وخضعت لعدة تسميات خلال تاريخها. اكتسبت اسمها الحالي في عام 2004 وحالياً تنشرها مطبعة جامعة أكسفورد. رؤساء التحرير هما يوجين ميلن وتيد شريكير ( جامعة دورهام ).

## التاريخ
- مجلة طب الدولة (1892–1905)
- مجلة الطب الوقائي (1905–1906)
- مجلة المعهد الملكي للصحة العامة (1907-1911)
- مجلة طب الدولة (1912-1937)
- مجلة المعهد الملكي للصحة العامة والنظافة (1937-1963) (والتي تستمر أيضًا في مجلة معهد الصحة العامة ، لندن )
- مجلة المعهد الملكي للصحة العامة والنظافة (1964-1968)
- صحة المجتمع (1969-1978)
- طب المجتمع (1979-1989)
- مجلة طب الصحة العامة (1990-2003)
- مجلة الصحة العامة (2004 حتى الآن).

المجلة مجردة ومفهرسة في:
- ملخصات عن النظافة والأمراض المعدية
- ملخصات CAB
- سينهل
- المحتويات الحالية / الطب السريري
- مقتطفات من المجلات الطبية الملخصة
- PubMed
- فهرس الاقتباس العلمي
- نشرة أمراض المناطق المدارية

وفقاً لتقارير Journal Citation Reports ، فإن عامل التأثير للمجلة لعام 2013 يبلغ 2.296 . 

## روابط خارجية
- الموقع الرسمي